# 아가씨와 건달들 (영화)
《아가씨와 건달들》(영어: Guys and Dolls)은 1955년 개봉한 미국의 뮤지컬 영화이다. 조지프 L. 맹키위츠가 감독과 공동각본을 맡았으며, 에이브 버로스의 동명 뮤지컬이 영화의 원작이다. 1955 골든 글로브상 뮤지컬코미디 영화 작품상 수상작이다.

## 줄거리
도박사 네이선 디트로이트는 무허가 크랩스 게임을 조직하려 하지만, 브래니건 경위가 이끄는 경찰이 "단속을 강화"하고 있다. 네이선이 평소에 사용하던 장소들은 브래니건의 위협적인 압력 때문에 그를 거부하고 있다. 빌트모어 차고는 네이선이 게임을 열도록 허락했지만, 소유주는 네이선이 가지고 있지 않은 1,000달러의 보증금을 요구한다. 문제에 더해, 나이트클럽 가수인 네이선의 약혼녀 미스 애들레이드는 14년 동안 약혼 상태로 지내다가 결혼하고 싶어 한다. 그녀는 또한 그가 바르게 살기를 원하지만, 그의 유일한 재능은 불법 도박을 조직하는 것이다.
네이선은 오래된 지인인 스카이 마스터슨을 발견한다. 그는 거의 모든 것에 거액을 거는 도박사이다. 1,000달러의 보증금을 얻기 위해 네이선은 스카이가 네이선이 선택한 여자를 쿠바 하바나에서 저녁 식사에 데려갈 수 없을 것이라고 내기를 건다. 네이선은 도박을 반대하는 세이브 어 소울 선교회의 수녀 사라 브라운 병장을 지목한다.
스카이는 사라를 만나기 위해 회개하는 도박사인 척한다. 스카이는 거래를 제안한다. 만약 사라가 그와 저녁 식사를 한다면, 그는 목요일 밤 모임을 위해 선교회에 12명의 죄인을 데려올 것이다. 마틸다 카트라이트 장군이 낮은 출석률 때문에 선교회 브로드웨이 지부를 폐쇄하겠다고 위협하자, 사라는 데이트에 동의한다. 사라는 나중에야 그 저녁 식사가 쿠바 하바나에서 열린다는 것을 알게 된다.
한편, 내기에서 이길 것이라고 확신한 네이선은 해리 더 호스가 초대한 방문객, 조직폭력배 빅 줄을 포함한 모든 도박꾼들을 모은다. 브래니건 경위가 나타나자 베니 사우스스트리트는 그들이 네이선과 애들레이드의 결혼을 축하하고 있다고 주장한다. 네이선은 충격을 받지만, 어쩔 수 없이 시치미를 떼야 한다. 나중에 그는 자신이 내기에서 졌으며 애들레이드와 결혼해야 한다는 것을 깨닫는다.
쿠바에 머무는 동안 스카이와 사라는 사랑에 빠지기 시작한다. 그들은 새벽에 브로드웨이로 돌아와 스카이의 조언에 따라 밤새 퍼레이드를 했던 세이브 어 소울 선교회 밴드를 만난다. 경찰 사이렌이 들리고, 네이선 디트로이트가 이끄는 도박꾼들은 크랩스 게임을 하던 텅 빈 선교회 뒷방으로 도망친다.
경찰은 너무 늦게 도착하여 체포하지 못하지만, 브래니건 경위는 사라와 다른 세이브 어 소울 회원들이 부재중인 것이 우연이 아닐 것이라고 생각하고 스카이를 의심한다. 사라도 스카이가 선교회에서의 크랩스 게임과 관련이 있다고 의심하며, 그의 부인을 받아들이지 않고 그를 떠난다.
스카이는 여전히 선교회에 죄인을 제공하겠다는 사라와의 약속을 이행해야 한다. 사라는 모든 것을 잊고 싶어 하지만, 아비드 애버내시 삼촌은 스카이에게 "그 약속을 지키지 않으면, 너는 사기꾼이라고 온 마을에 소문낼 거야"라고 경고한다.
네이선은 하수도에서 크랩스 게임을 계속했다. 어깨 홀스터에 리볼버가 보이는 빅 줄은 모든 돈을 잃고 네이선에게 그가 속임수를 써서 네이선의 돈을 모두 따내도록 강요한다. 스카이가 들어와 빅 줄을 쓰러뜨리고 그의 권총을 빼앗는다. 사라의 거절에 상처받고 좌절한 스카이는 네이선에게 사라를 하바나에 데려가는 내기에서 졌다고 거짓말을 하고 네이선에게 1,000달러를 지불한다. 네이선은 빅 줄에게 이제 그와 다시 게임을 할 돈이 있다고 말하지만, 해리 더 호스는 빅 줄이 "자신을 구원할 패스를 할 수 없기 때문에" 속임수 없이는 게임을 할 수 없다고 말한다. 스카이는 이 말을 듣고 그 문구에서 영감을 받아 내기를 한다. 그는 주사위를 굴려, 지면 다른 모든 도박꾼들에게 각각 1,000달러를 줄 것이고, 이기면 모두 선교회의 기도회에 참석할 것이다.
도박꾼들이 도착하여 방을 채우자 선교회는 거의 문을 닫을 지경이었다. 스카이가 내기에서 이긴 것이다. 그들은 죄를 고백했지만, 회개하는 기색은 거의 없었다. 그러나 나이슬리-나이슬리 존슨은 전날 밤 꿈을 기억하며 선교회의 목표와 진정한 연결을 가진 것처럼 보였고, 이것은 모두를 만족시켰다.
네이선이 사라에게 스카이가 쿠바 내기에서 졌다고 말하자, 사라는 그가 이겼다는 것을 알기 때문에 서둘러 그와 화해한다. 결국 타임스 스퀘어에서 스카이와 사라가 결혼하고, 네이선과 애들레이드가 결혼하는 이중 결혼식이 열리고, 나이슬리는 선교회 행진 밴드에서 베이스 드럼을 연주한다.

## 출연

### 주연
- 말론 브란도
- 진 시몬즈
- 프랭크 시나트라
- 비비안 블레인

### 조연
- 로버트 케이스
- 스터비 케이
- 자니 실버
- 쉘든 레너드
- 대니 데이턴
- 조지 E. 스톤
- 레지스 투미
- 캐스린 지브니
- 베다 앤 보그
- 메리 앨런 호캔슨
- 조 맥터크
- 케이 E. 쿠터
- 프랭클린 파넘
- 토니 갈렌토
- 조 그레이
- 샘 해리스
- 얼 호드긴스
- 존 인드리사노
- 맷 머피
- 프랭크 리처즈
- 줄리안 리베로
- 래리 토머스
- 해리 타일러
- 해리 윌슨

## 기타
- 원작자: 애비 버로우즈
- 원작자: 조 스월링
- 미술: 올리버 스미스
- 의상: 아이린 세러프